# Dalby (Schonen)

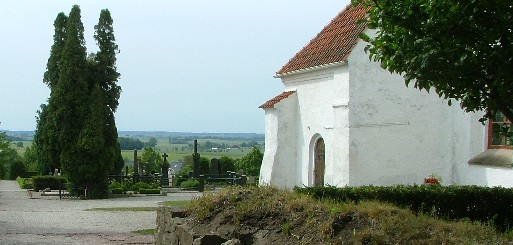
Blick über Dalby

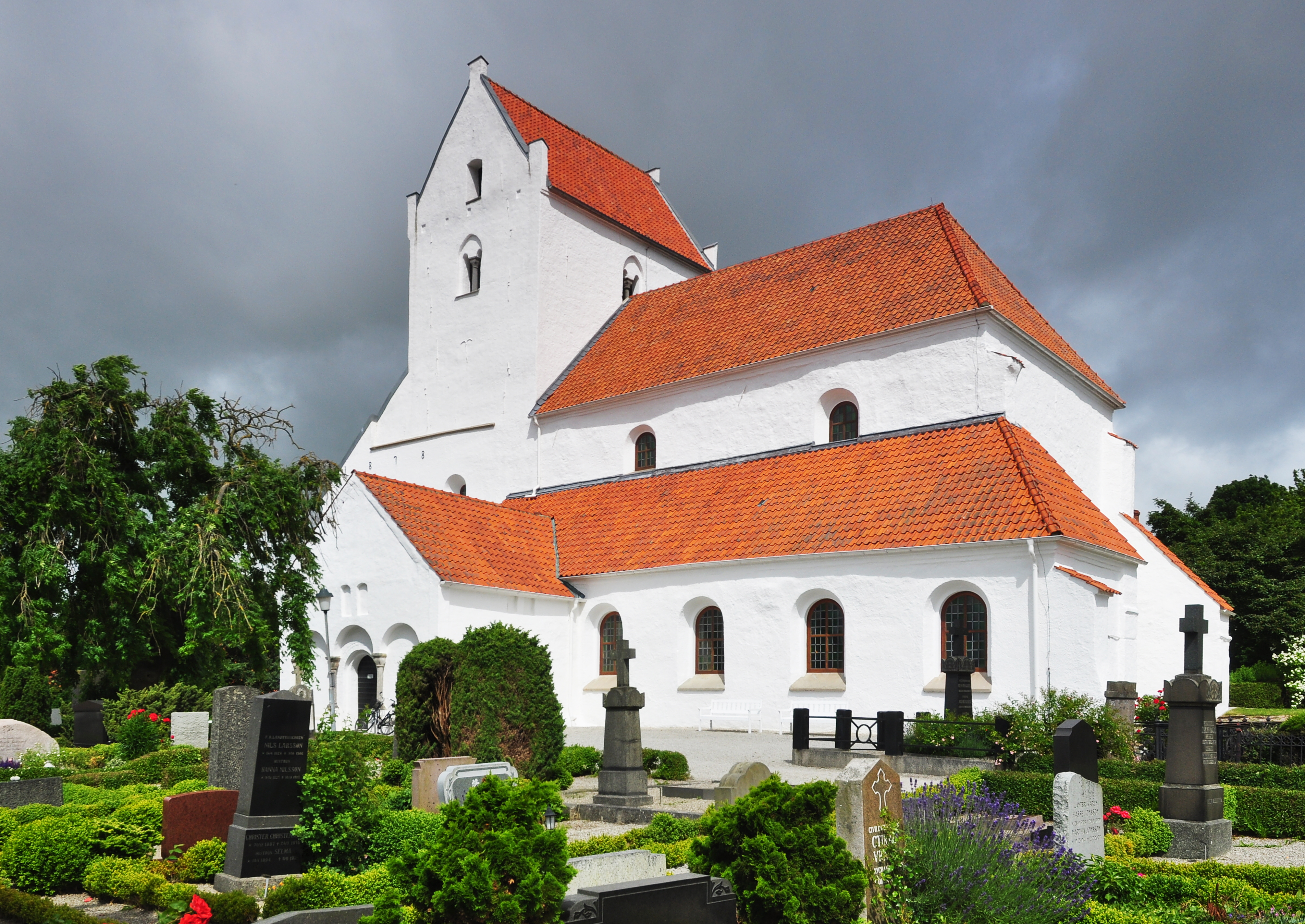
Die Heiligkreuzkirche in Dalby

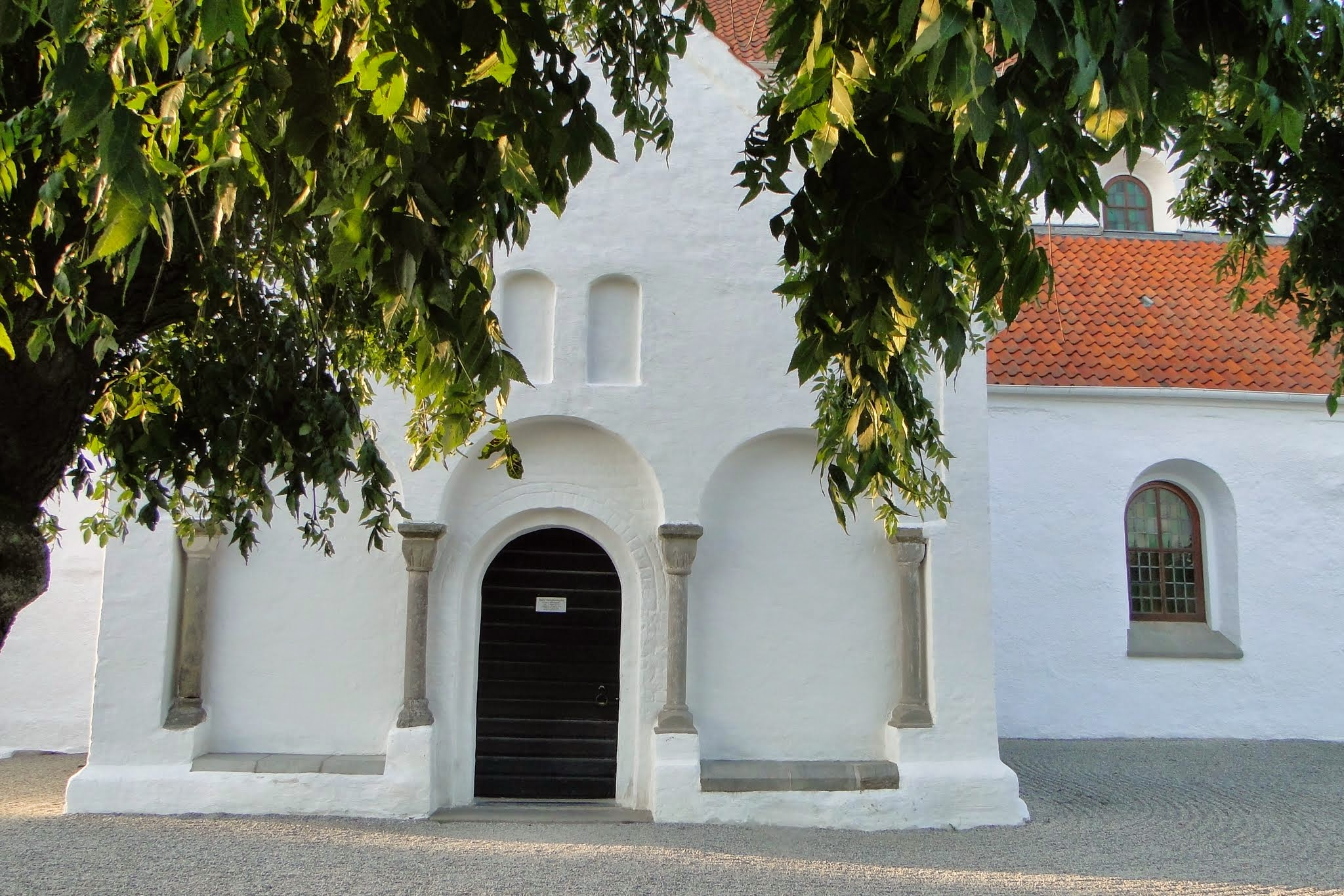
Die Eingang zur Heiligkreuzkirche

Dalby ist ein Ort (tätort) in der südschwedischen Provinz Skåne län und der historischen Provinz Schonen. Der Ort liegt in der Gemeinde Lund östlich von Malmö und Lund und entwickelte sich seit den 1970er Jahren zu einem Villen-Vorort. Dalby ist für Naturschutzgebiete und die älteste Bischofskirche von Schonen bekannt.

## Geschichte
Die Heiligkreuzkirche in Dalby ist die älteste Steinkirche Skandinaviens.
Der Taufbrunnen und die Säulenhalle (Krypta/Vorhalle) stammen aus dem 12. Jahrhundert. Die Kirche verdankt ihr heutiges Aussehen einem Umbau des Jahres 1758 und einer Restauration von 1936, die dafür sorgte, dass von dem ersten Kirchenbau des Jahres 1060 die noch erhaltenen Teile der Wand sichtbar sind.
Eindrucksvoller ist allerdings die Krypta aus der Mitte des 12. Jahrhunderts und ein Taufbecken aus derselben Zeit. Bemerkenswert sind die saubere plastische Bearbeitung der kurzen, gedrungenen Säulen und der mächtigen Würfelkapitelle. Ähnliche Formen findet man an romanischen Bauwerken Niedersachsens und des Rheinlandes, da allerdings ein Jahrhundert früher.
Die Bischofskirche wurde im Jahre 1060 gegründet, als der deutsche Missionsbischof Egino den östlichsten Teil des früheren Bistums Roskilde erhielt. Zwar blieb Dalby nur wenige Jahre Bischofssitz; danach wurde das Bistum mit dem dem Erzbistum Hamburg-Bremen zugehörigen Bistum Lund vereinigt. Dieses wurde von Bischof Egino geleitet und dem Erzbischof in Bremen unterstellt. In Dalby blieb aber ein wichtiges Kloster und eine der dänischen Krone zugehörige Königsresidenz, die mit dem Kloster und der Kirche verbunden war. Im Kloster entstand auch das sogenannte Dalbybuch. Dies ist eine der ältesten noch bewahrten Handschriften. Der dänische König Harald Hen (1041–1080) ist hier begraben.

### Vergleich der Bischofssitze Dalby und Lund
Wenn Dalby um die Jahrtausendwende mit Lund verglichen wird, gibt es viele und deutliche Ähnlichkeiten. Das Dorf Dalby liegt, wie auch die Stadt Lund, auf der Südseite eines Horstes – Romeleåsen – einen Großteil des südlichen Schonens überblickend. In der Krypta von Dalby wie auch im Dom zu Lund gibt es eine Quelle, die darauf hinweist, dass beide Orte auch schon in vorchristlichen Zeiten (also vor dem 11. Jahrhundert) wichtige Kultplätze gewesen sein müssen. Solche Kultplätze waren oft auch Tagungsorte eines Thing. In Dalby gab es noch bis in die zweite Hälfte des 20. Jahrhunderts ein Gericht.
Dalby liegt etwa 15–20 Kilometer von der Westküste Schonens entfernt, ungefähr 10 Kilometer östlich von Lund und – wie dieses – an der uralten Landstraße von Südwestschonen nach Osten. Einige Faktoren aber waren unterschiedlich:
- Für Dalby als Bischofssitz sprach wahrscheinlich die lange religiöse Tradition des Ortes.
- Für Lund sprach eher die große Bedeutung der Stadt. Zwar war sie von den Norwegern überfallen, niedergebrannt und danach um einige Kilometer verlegt worden, aber Lund war schon sehr lange eine weitum bekannte Herrscherstadt.
- Für Lund sprach auch die Lage an einer Landstraßenkreuzung. Durch Lund verliefen bereits vor dem 11. Jahrhundert Hauptwege in nord-südlicher und ost-westlicher Richtung.

Im Rückblick war es günstig, dass Lund und Dalby zu gleichrangigen Bischofssitzen erhoben wurden. Möglicherweise wurde dadurch die davor verlegte und mit Dänemark verbundene Stadt Lund von der Konkurrenz des alten urschonischen Kultplatzes Dalby verschont. Die Einheit des vereinigten dänischen Reiches scheint dadurch geschützt gewesen zu sein und gleichzeitig stritten sich so Deutsche und Engländer um die Hauptrolle bei der Christianisierung der Region, was dem Dänenkönig nur nützlich gewesen sein konnte.